# Androcymbium decipiens
Androcymbium decipiens är en tidlöseväxtart som beskrevs av Nicholas Edward Brown. Androcymbium decipiens ingår i släktet Androcymbium och familjen tidlöseväxter.
Artens utbredningsområde är KwaZulu-Natal. Inga underarter finns listade i Catalogue of Life.